# Aszma
Aszma (arab. عشما) – miejscowość w Egipcie, w muhafazie Al-Minufijja. W 2006 roku liczyła 5103 mieszkańców.